# 索伊德湖
61°27′48″N 37°28′18″E / 61.46333°N 37.47167°E

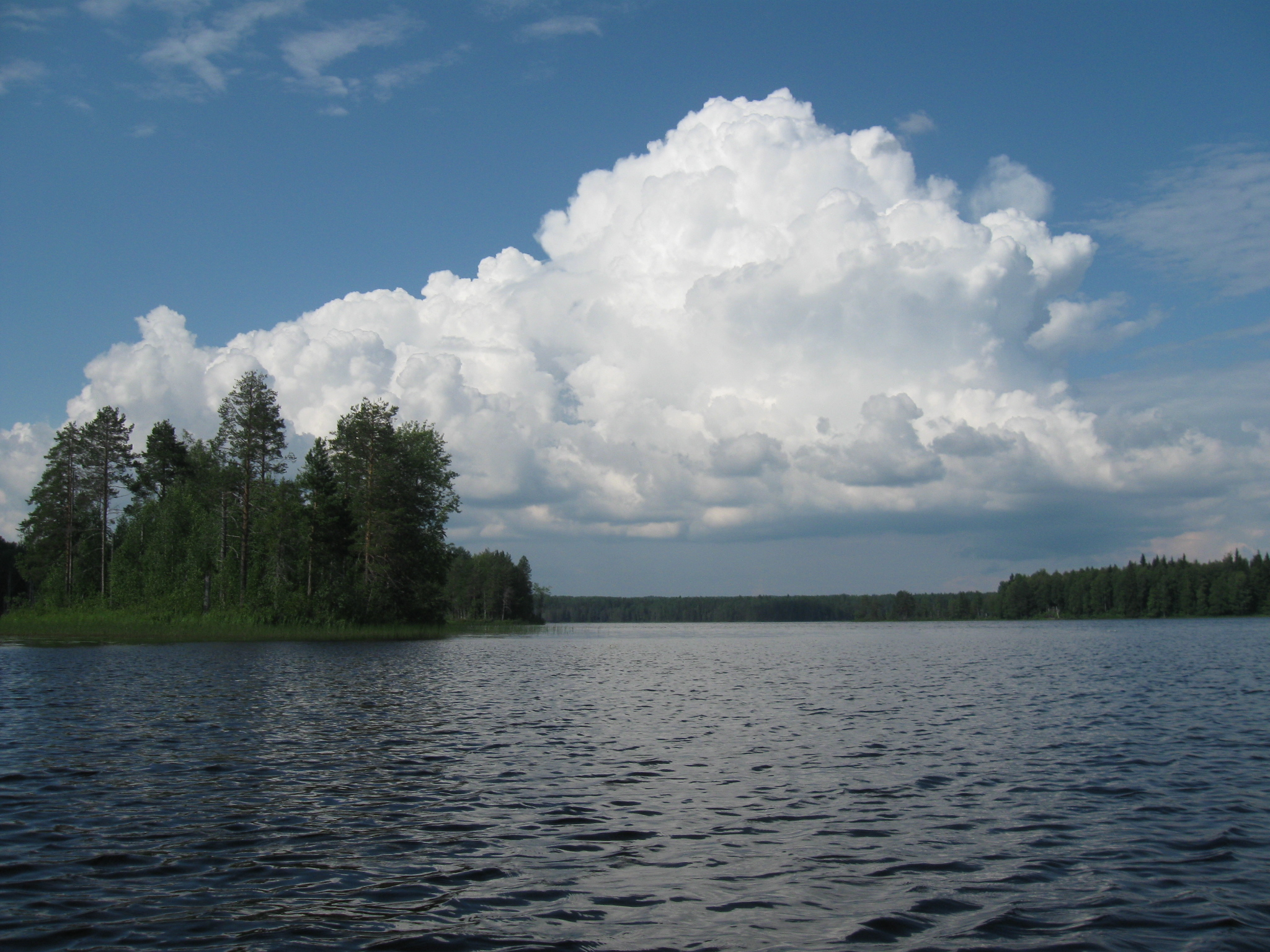

索伊德湖（俄语：Сойдозеро），是俄羅斯的湖泊，位於該國西北部，由沃洛格達州負責管轄，面積3.44平方公里，海拔高度206米，集水區面積100平方公里，平均水深2米。